# Међународна пиратска партија
Међународна пиратска партија или (енгл. Pirate Parties International, PPI) је кровна организација међународног покрета пиратских партија. Прва оваква партија основана је у Шведској Пиратска партија 1. јануара 2006.
МПП помаже и координише отварање даљих Пиратских партија. Она такође служи за интерну комуникацију, ради на међународним форумима и маилнг листама. Садашњи ко-председници МПП су Самир Алиоуи and Патрик Мехлер, након што се претходни САД партиски председник Eндру Нортон повукао.

## Покрет пиратских партија широм света
Ван Шведске, пиратске партије започеле су рад у 33 државе света, инспирисане шведском иницијативом. Оне сарађују у оквиру PP International.
У јуну 2007. различите чланице пиратских партија су се среле у Бечу, Аустрија да разговарају о будућности покрета. Конференција се звала „Следећи корак политика!? Пирати ка Бриселу у 2009!?".
У 2008, Немачка пиратска партија постала је друга пиратска партија која је учествовала на изборима и то на републичким изборима у Хесену. Освојили су 0,3% гласова.
На изборима за европски парламент, шведска Пиратска партија освојила је 7,13% и добила једно место у Европском парламенту.
На изборима 2009. за европски парламент у Немачкој је Пиратска партија освојила 0,9%.
У јуну 2009, немачки социјалдемократа Јерг Таус изашао је из своје партије и понудио своје услуге Немачкој Пиратској партији, дајући им прво место у немачком парламенту.
30. августа 2009. Немачка Пиратска партија добила је 1,9% на Саксонским републичким изборима. Истога дана на локалним изборима у Минстеру и Ахену добили су по једно место у локалним парламентима.
27. септембра 2009. Немачка Пиратска партија добила је 2,0% гласова на федералним изборима. Овим резултатом постали су најјача ванпарламентарна партија у Немачкој.
Регистроване:
- Аустрија: Piratenpartei Österreichs
- Чешка: Česká pirátská strana[12]
- Данска: Piratpartiet[13][14]
- Финска: Piraattipuolue[15][16]
- Француска: Parti Pirate[17]
- Луксембург: Piratepartei Lëtzebuerg[18]
- Немачка: Piratenpartei Deutschland[19]
- Пољска: Partia Piratów[20]
- Холандија: Piratenpartij Nederland[21]
- Шпанија: Partido Pirata[22]
- Шведска: Piratpartiet
- Уједињено Краљевство: Pirate Party UK[23]
- Швајцарска: Piratenpartei Schweiz[24][25][26]

Активне али нерегистроване:
- Аргентина: Partido Pirata Argentino[27]
- Аустралија: Pirate Party Australia[28]
- Белгија: Pirate Party Belgium[29]
- Брасил: Partido Pirata do Brasil[30]
- Бугарска: Piratska Partija/Пиратска Партия[31]
- Канада: Pirate Party of Canada / Parti Pirate du Canada[32][33]
- Чиле: Partido Pirata de Chile[34]
- Естонија: Eesti Piraadipartei[35][36]
- Ирска: Pirate Party Ireland / Páirtí Foghlaithe na hÉireann [тражи се извор]
- Италија: Partito Pirata Italiano[37]
- Литванија: Piratų Partija[38]
- Мексико: Partido Pirata Mexicano[39]
- Нови Зеланд: Pirate Party New Zealand[40]
- Португал: Partido Pirata Português[41]
- Румунија: Partidul Piraţilor[42]
- Русија: Пиратская Партия России[43]
- Србија: Piratska Partija Srbije[44], Piratski Pokret Srbije[45]

- Словачка: Slovenská pirátska strana[46]
- Словенија: Piratska stranka Slovenije[47][48][49][50]
- Турска: Korsan Partisi[51]
- Украина: Пиратская Партия Украины[52]
- САД: Pirate Party[53]